# Зірка (зупинний пункт, Одеська залізниця)
Зі́рка (до 18.07.2017 року — Платформа 265 км) — пасажирський зупинний пункт Херсонської дирекції Одеської залізниці на лінії Снігурівка — 51 км між станцією Заповітне (7 км) та зупинним пунктом 128 км. Розташований поблизу села Лук'янівка Каховського району Херсонської області.

## Історія
18 липня 2017 року, відповідно до вимог наказу ПАТ «Укрзалізниця» від 17.07.2017 № 472 «Про внесення змін до Тарифного керівництва № 4» за клопотанням регіональної філії «Одеська залізниця», зупинний пункт «Платформа 265 км» перейменований на зупинний пункт «Зірка».

## Пасажирське сполучення
На платформі Зірка щоденно зупиняється одна пара приміських поїздів сполученням Херсон — Сірогози.